# Transgender Netwerk Nederland
Le Transgender Netwerk Nederland (TNN, « Réseau transgenre des Pays-Bas » en français) est une fondation néerlandaise ayant pour but l’émancipation des personnes transgenres. Sa création est l’aboutissement d’une collaboration entre plusieurs associations transgenres et LGBT.

## Historique
En 2004, lors de la conférence nationale transgenre T3, à l’initiative de la fondation T-image, plusieurs associations transgenres néerlandaises discutent de la possibilité de mener une action commune et d’unir leurs forces.  Il en résulte la fondation du TNN le 11 février 2006.  Durant sa première année d’existence, l’attention se concentre sur son fonctionnement interne.  En décembre 2008, le TNN devient une organisation autonome avec sa propre direction et son propre bureau.  À l'époque, la fondation définit ses trois principaux champs d'actions comme étant la lutte contre les discriminations et la violence transphobe, l'amélioration de l'accès au soin et la modification de la législation dans un sens favorable aux personnes trans.

## Organisation
Transgender Netwerk Nederland est dirigé par des bénévoles.  Son bureau se compose de cinq salariés à mi-temps et est soutenu par des stagiaires et des bénévoles.  L'organisation a été dirigée successivement par Carolien van de Lagemaat (de 2008 à 2015), Corine van Dun (2015-2017) et Brand Berghouwer (2017-actuellement).

## Communication
Le TNN communique sur internet par le biais de 3 sites webs.
- transgendernetwerk.nl a été créé en 2008[8]. Ce site communique principalement sur les activités de l'organisation et diffuse ses publications.
- transgenderinfo.nl a été créé en 2017[9].  Ce site propose des informations d'ordre général sur la transidentité.
- transinbeeld.nl a été créé en 2019.  Ce site a pour but d'améliorer la représentation des personnes trans dans les médias.  Il est l'aboutissement d'une réflexion amorcée en 2016 avec la publication d'un guide de communication sur les personnes trans destiné aux journalistes[10] et en 2018 avec la publication d'une étude sur la représentation des personnes trans dans les médias[11].  Le site propose aux personnes trans des conseils et un atelier de formation à la communication avec les médias[12].  Dans le cadre de ce projet, des membres du TNN vont également à la rencontre des rédactions de médias écrits et audiovisuels[13].

Le TNN est également présent sur les réseaux sociaux avec une page facebook et un compte tweeter liés au site transgendernetwerk.nl, une page facebook liée au site transgenderinfo.nl et un compte Instagram commun aux deux sites.  L'organisation est joignable par courrier électronique et par téléphone.  

## Campagnes

### Changement de sexe à l'état civil
La simplification des procédures de changement de sexe à l'état civil est une des premières revendications du TNN lors de sa création.  En juin 2013, après plusieurs années de lutte au côté du COC Nederland, l'organisation obtient gain de cause lorsqu'une loi est votée abolissant les trois exigences de stérilisation irréversible, d’obtention de l'autorisation d'un juge et l'obligation d'avoir subi une opération de réattribution sexuelle.  Entrant en vigueur en juillet 2014, la nouvelle loi n'impose plus que l'avis d'un spécialiste, médecin ou psychologue pour faire changer son état-civil.  Depuis le début de l'année 2020, le TNN se bat au côté de plusieurs victimes pour obtenir des excuses du gouvernement néerlandais pour l'exigence de stérilisation forcée en vigueur de 1985 à 2014.

### Titres d'identités neutres
L'organisation fait campagne dès 2011 pour la possibilité pour les personnes intersexes ou non binaires de faire figurer un X sur leur passeport plutôt que les mentions M (Man/homme) ou V (Vrouw/femme).  Cet objectif est finalement atteint en mai 2018 à la suite d'une décision d'un tribunal de Roermond, saisi par Leone Zeggers, de Breda : son passeport portant la mention X est délivré en octobre 2018.  Le TNN et d'autres organisations militent dès lors pour la suppression de toute mention de genre sur les passeports néerlandais.  Si cet objectif n'est pas atteint, le gouvernement néerlandais décide toutefois durant l'été 2020 l'abandon de la mention de genre sur les cartes d'identités néerlandaises.

### Pronom personnel neutre
En juillet 2014, la suède reconnaît officiellement un pronom personnel neutre, hen, pour désigner les personnes trans non-binaires.  S'inspirant de cet exemple, en mai 2016, le TNN tient une élection pour décider du pronom personnel à utiliser pour des désigner les personnes transgenres non-binaires dans la langue néerlandaise .  Au terme de cette élection, les pronoms hen ou die en équivalence à hij/zij, hen en équivalence de hem/haar et hun en équivalence de zijn/haar sont choisis

### Toilettes neutres
En novembre 2014, le TNN et le COC lancent une journée nationale d'action pour l'installation de WCs neutres dans une centaine de collèges et de lycées, le but étant de rendre l'accès aux WCs moins compliqué pour les enfants et les adolescents transgenres.  Le TNN diffuse un manuel pour l'installation de WC neutres dans les espaces publics et privés, le « toiletkit ».

### Lutte contre les discriminations
Le TNN est activement engagé, au côté de plusieurs associations LGBTI, dans la lutte contre les discriminations dont les personnes transgenre font l'objet.  En 2012, une étude de l'Office de planification sociale et culturelle (Sociaal en Cultureel Planbureau, SCP) montre que les taux de chômage et d'invalidité des personnes trans aux Pays-Bas sont trois à quatre fois plus élevés que la moyenne et qu'un tiers d'entre elles a un revenu situé sous le seuil de pauvreté.  Depuis 2011, l'organisation publie régulièrement un indicateur des discriminations transphobes et permet de les signaler via son site web.    
En 2016, le TNN accompagne la création de Gendertalent, une fondation dont le but est l'insertion des personnes transgenres dans le monde du travail.   
En 2019, les campagnes de sensibilisation de l'organisation, menées avec le COC Nederland et d'autres organisations, ont abouti au vote d'une loi interdisant explicitement les discriminations au travail, à l'accès au logement et aux soins médicaux ainsi que dans l'éducation, sur les bases de l'identité de genre, de l'expression de genre et des caractéristiques sexuelles.

### Lutte contre les violences transphobes
À partir de 2011, le TNN travaille à la collecte de signalements des actes de discrimination et de violences transphobes via son site Web et en échangeant des données avec d'autres institutions luttant contre les discriminations. Le réseau diffuse à partir de 2012 un bref rapport annuel sur les discriminations.  
En 2015, le TNN lance sur enquête à laquelle participent 351 personnes transgenres.  Les résultats sont publiés en 2015 dans le document « Veilig, zolang men het niet merkt... » (en français : En sécurité, tant qu'on ne le remarque pas...).  Il apparaît dans cette étude qu'un tiers des participants fait chaque mois l'objet de harcèlement. 43 % d'entre eux ont fait l'objet d'un incident marqué par un comportement violent et plus de la moitié (54%) ont fait l'expérience des deux types d'incidents. 
En 2018, le TNN diffuse une nouvelle étude « Overal op je hoede » (en français : partout sur tes gardes) basée sur les réponses de 316 participants.  Il apparaît dans cette enquête que 60% des personnes transgenres interrogées ne se sentent pas en sécurité , soit deux fois plus que le reste de la population.  Elles sont 7 fois plus souvent la cible de menaces et de diverses formes de violences, physiques ou psychiques) et 10 fois plus souvent victimes de cyberharcèlement.

### congé transition
En 2016, dans le cadre d'une proposition de plan d'action en sept points visant à un meilleur accès à l'emploi et à une représentation politique des personnes transgenres, le TNN introduit la demande d'un congé transition leur permettant de bénéficier d'un congé payé légal, comparable au congé maternité, pendant leurs opérations de réattribution sexuelles.  Le droit à un congé transition a été accordé aux fonctionnaires municipaux par les communes d'Amsterdam fin 2018 et d'Amersfoort en mars 2019 .